# Rick Ottema
Rick Ottema (Groningen, 25 de juny de 1992) és un ciclista neerlandès que competeix professionalment des del 2011 i actualment a l'equip Metec-Solarwatt-Mantel.

## Palmarès
- 2016
  - 1r a la Ronde van Midden-Brabant
- 2017
  - 1r al ZODC Zuidenveld Tour
- 2018
  - 1r a la Ronde van Groningen
  - 1r a la Volta a Limburg
- 2022
  - Vencedor d'una etapa al Tour de Loir i Cher